# Gobernación de Ramala y Al Bireh
La gobernación de Ramala y Al-Bireh (en árabe: محافظة رام الله والبيرة) es una de las dieciséis gobernaciones del Estado de Palestina. Cubre una gran parte del centro de Cisjordania, en la frontera norte de la Gobernación de Jerusalén. Su capital de distrito o muhfaza (asiento) es la ciudad de Al-Bireh.
Según la Oficina Central Palestina de Estadísticas (PCBS), el distrito tenía una población de 290.401 a mediados del año 2006. Su gobernador es Said Abu Alí.
De acuerdo con la Oficina Central Palestina de Estadísticas, la provincia cuenta con 78 localidades incluyendo campos de refugiados en su jurisdicción. Trece localidades tienen el estatus de municipio.

## Ciudades
- Ramala
- Beitunia
- Al-Bireh

## Municipios
Las siguientes localidades de la gobernación de Ramala y al-Bireh tienen una población de más de 5000:
- Bani Zeid
- Bani Zeid al-Sharqiya
- Beit Liqya
- Bir Zeit
- Deir Dibwan
- Deir Jarir
- al-Ittihad
- Kharbatha al-Misbah
- al-Mazra'a ash-Sharqiya
- Ni'lin
- Silwad
- Sinjil
- Turmus Ayya
- al-Zaitounah

## Campos de refugiados
- Am'ari
- Deir Ammar
- Jalazone
- Kaddoura